# ファウンド・フッテージ
ファウンド・フッテージ（英語：found footage）は、映画（やテレビ番組）のジャンルの1つで、モキュメンタリーの一種。行方不明などになった撮影者が所持していた映像という設定のフィクション作品。撮影者と無関係な者の手に渡り、そのまま公開されることになったという設定でもある。第三者によって発見された (found) 未編集の映像 (footage) なので、ファウンド・フッテージと呼ばれる。ホラー作品が多い。
なお「ファウンド・フッテージ」という語は元々別の意味で使われていた（ファウンド・フッテージ (映像技法)を参照）。しかし、現在ではもっぱら、このような話法を持った疑似ドキュメンタリーに使われている。たとえば、『バラエティ』誌は2012年の『グレイヴ・エンカウンターズ2』について言及する時、「偽のファウンド・フッテージ映画（faux found-footage film）」という表現を用いた。映画学者のデヴィッド・ボードウェルは混乱を避けるため、こういった語り口に仕掛けのある映画を「discovered footage」と呼びたいと言っている。

## 概要
このジャンルは、1980年のイタリア映画『食人族』まで溯ることができる。同作品は、焼却を命じられたドキュメンタリー映画の撮影フィルムが流出したという設定で公開された。日本では1983年に劇場公開され、この年の洋画配給収入で9位となるヒットとなった。
1999年には『ブレア・ウィッチ・プロジェクト』が公開され、6万ドルの低予算で製作されたインディペンデント映画ながら全米興行収入1億4053万ドル、全世界興行収入2億4863万ドルの大ヒットとなった。
『ブレア・ウィッチ・プロジェクト』の成功により、ファウンド・フッテージの手法が広く知られた。低予算でも製作できることから次第に量産されるようになり、1つのジャンルとして確立された。

## 主な作品

### 映画
- 食人族 Cannibal Holocaust　(1980年/イタリア)
- 84★チャーリー・モピック/ベトナムの照準 84C MoPic　(1988年/アメリカ)
- ありふれた事件 C'est arrivé près de chez vous　(1992年/ベルギー)
- THE LAST BROADCAST ジャージー・デビル・プロジェクト The Last Broadcast　(1998年/アメリカ) - 日本では劇場未公開
- ブレア・ウィッチ・プロジェクト The Blair Witch Project　(1999年/アメリカ)
- セプテンバー・テープ September Tapes　(2004年/アメリカ)
- ノロイ（2005年/日本）
- REC/レック [●REC]　(2007年/スペイン)
- リダクテッド 真実の価値 Redacted　(2007年/アメリカ)
- ダイアリー・オブ・ザ・デッド Diary of the Dead　(2007年/アメリカ)
- パラノーマル・アクティビティ Paranormal Activity　(2007年/アメリカ)
- クローバーフィールド/HAKAISHA Cloverfield　(2008年/アメリカ)
- REC/レック2 [●REC] 2　(2009年/スペイン)
- ラスト・エクソシズム The Last Exorcism　(2010年/アメリカ)
- パラノーマル・アクティビティ2 Paranormal Activity 2　(2010年/アメリカ)
- トロール・ハンター Trolljegeren　(2010年/ノルウェー)
- パラノーマル・アクティビティ 第2章 TOKYO NIGHT　(2010年/日本)
- グレイヴ・エンカウンターズ Grave Encounters　(2011年/アメリカ)
- アポロ18 Apollo 18　(2011年/アメリカ)
- パラノーマル・アクティビティ3 Paranormal Activity 3　(2011年/アメリカ)
- エンド・オブ・ウォッチ End of Watch　(2012年/アメリカ)
- クロニクル Chronicle　(2012年/アメリカ)
- REC/レック3 ジェネシス [●REC] 3: Génesis　(2012年/スペイン)
- V/H/S シンドローム V/H/S　(2012年/アメリカ)
- ダイナソー・プロジェクト The Dinosaur Project　(2012年/イギリス)
- グレイヴ・エンカウンターズ2 Grave Encounters 2　(2012年/アメリカ)
- パラノーマル・アクティビティ4 Paranormal Activity 4　(2012年/アメリカ)
- ディアトロフ・インシデント The Dyatlov Pass Incident　(2012年/アメリカ・イギリス・ロシア合作)
- フィンランド式残酷ショッピング・ツアー SHOPING-TUR　(2012年/ロシア・フィンランド合作)
- ザ・ベイ THE BAY （2012年/アメリカ）
- 武器人間 Frankenstein’s Army　(2013年/オランダ・アメリカ合作)
- スキンウォーカー・プロジェクト SKINWALKER RANCH　(2013年/アメリカ)
- V/H/S ネクストレベル V/H/S/2 （2013年/アメリカ）
- エビデンス -全滅- EVIDENCE （2013年/アメリカ）
- サファリ SAFARI （2013年/アメリカ・南アフリカ合作）
- アフリクテッド Afflicted （2013年/アメリカ・カナダ合作）
- サクラメント　死の楽園 The Sacrament （2013年/アメリカ）
- パラノーマル・アクティビティ/呪いの印 Paranormal Activity:The Marked Ones （2014年/アメリカ）
- マウント・ナビ（2014年/日本）
- クロース・エンカウンター 第4種接近遭遇 Hangar 10 （2014年/イギリス）
- デビルズ・バースデイ Devil's Due （2014年/アメリカ）
- イグジスツ　遭遇 EXISTS （2014年/アメリカ）
- 鮮血ピエロの惨劇 MOCKINGBIRD （2014年/アメリカ）
- EARTH TO ECHO アース・トゥ・エコー EARTH TO ECHO （2014年/アメリカ）
- 悪魔はそこにいる Raised by Wolves （2014年/アメリカ）
- 悪魔の存在を証明した男 The Possession of Michael King （2014年/アメリカ）
- テイキング・オブ・デボラ・ローガン The Taking of Deborah Logan （2014年/アメリカ）
- スナッチャーズ・フィーバー　−喰われた町− THERE ARE MONSTERS （2014年/カナダ）
- アンフレンデッド Unfriended （2014年/アメリカ）
- シークレット・マツシタ　怨霊屋敷 Secreto Matusita （2014年/ペルー）
- プロジェクト・アルマナック Project Almanac （2015年/アメリカ）
- 死霊高校 THE GALLOWS （2015年/アメリカ）
- ヴィジット The Visit （2015年/アメリカ）
- ボクソール★ライドショー 恐怖の廃校脱出!（2016年/日本）
- ブレア・ウィッチ Blair Witch　(2016年/アメリカ)
- グレースフィールド・インシデント The Gracefield Incident　(2017年/アメリカ・カナダ合作)
- ケージ・ダイブ Open Water 3 Cage Dive　(2017年/オーストラリア)
- search/サーチ Searching　(2018年/アメリカ)
- アンフレンデッド: ダークウェブ Unfriended: Dark Web　(2018年/アメリカ)
- 野良人間　獣に育てられた子どもたち Feral　(2018年/メキシコ)
- ズーム 見えない参加者 Host　(2020年/イギリス)
- The Backrooms ザ・バックルームズ (2022年/アメリカ)※YouTube
- デッドストリーム Deadstream (2022年/アメリカ)